# Thuyết chức năng
Thuyết chức năng là một lý thuyết về tinh thần trong triết học đương đại, được phát triển rộng rãi như một sự thay thế cho cả thuyết đồng nhất và chủ nghĩa hành vi. Ý tưởng cốt lõi của nó là các trạng thái tinh thần (niềm tin, sợ hãi, đau đớn,...) được tạo thành chỉ bởi chức năng của chúng - có nghĩa là chúng là những mối liên hệ nhân quả với những trạng thái khác tinh thần khác, các đầu vào cảm giác, cũng như những đầu ra hành vi. Thuyết hành vi là một mức độ lý thuyết giữa sự bổ sung vật chất và đầu ra hành vi. Do đó, nó khác với những thuyết tiền bối nhị nguyên Descartes (chủ trương các chất tinh thần và vật chất độc lập) và chủ nghĩa duy vật lý và chủ nghĩa hành vi của B. F. Skinner (chỉ chấp nhận chất vật chất) bởi vì nó chỉ liên quan tới chức năng hiệu quả của bộ não, thông qua sự tổ chức hay "chương trình phần mềm" của nó.
Bởi vì các trạng thái tinh thần được xác định bởi vai trò chức năng, chúng được cho là được nhận diện ở nhiều mức độ, nói cách khác, chúng có thể được thực hiện trong những hệ thống khác nhau, ngay cả máy tính, chừng nào hệ thống đảm nhiệm đúng chức năng. Trong khi máy tính là những thiết bị vật chất với cơ sở điển tử thực hiện những tính toán trên đầu vào và trả lại đầu ra, bộ não là những thiết bị vật chất với cơ sở thần kinh thực hiện tính toán trên đầu vào và sinh ra hành vi.
Mặc dù tỏ ra một số lợi thế, có nhiều lập luận chống lại thuyết này, cho rằng đó là một mô tả không đầy đủ về tinh thần.